# Akkord-Radio

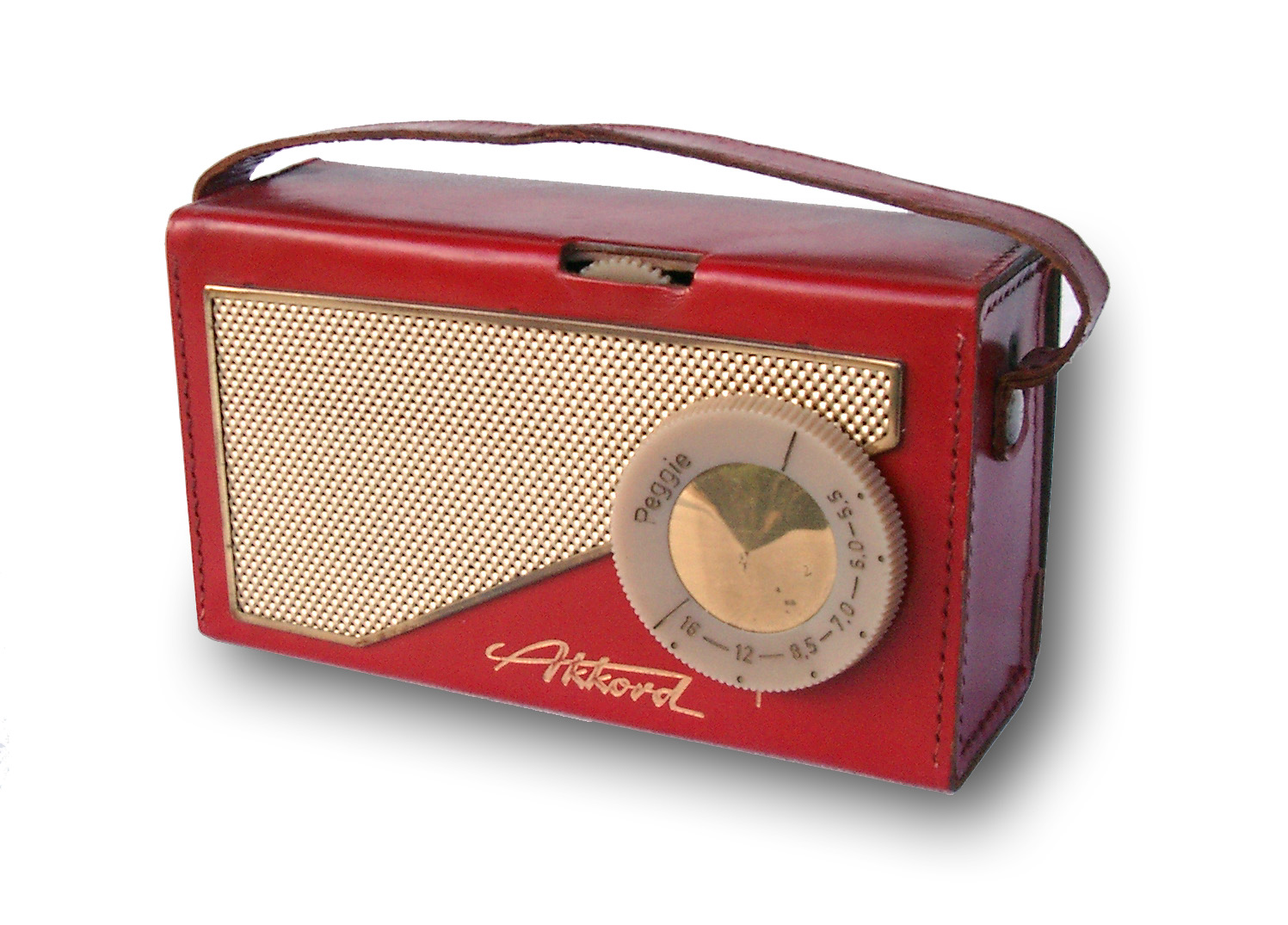
Das erste in Deutschland käufliche Transistorradio – das Akkord Peggie von 1957

Akkord-Radio, vollständige Firma: Akkord-Radio, Gerätebau A. Jäger und Söhne OHG war von 1948 bis 1969 ein selbständiger deutscher Hersteller von Radios, insbesondere von Kofferradios.

## Geschichte der Firma

### Gründung in Offenbach
August Jäger gründete 1948 in der Lederwarenstadt Offenbach am Main mit seinen Söhnen Hans und Karl die Akkord-Radio, Gerätebau A. Jäger und Söhne OHG. Firmensitz und Fertigung waren in Offenbach-Bieber, Am Rebstock 12 in einer ehemaligen Fabrik für Lederwaren. Hans und Karl Jäger griffen die Idee der Offenbacher Lederkoffer auf und bauten ihr erstes Kofferradio Modell „Akkord Camping“.
Das erste Akkord-Modell war, wie auch seine Nachfolger bis ca. 1958/59, mit Batterieröhren (siehe auch Elektronenröhre) bestückt. Neben der DCH 25 fanden noch Stahlröhren der 1er-Reihe (DF 11, DAF 11; DL 11) Verwendung. Besonders erfolgreich war Akkord ab 1950 mit den Modellen „Offenbach“, die mit den speziell für Kofferradios entwickelten kleinen Röhren aus damals neuen 9er-Reihe (DK 91, DF 92, DAF 91, DL 92) bestückt waren. Das Radio „Akkord Offenbach“ gab es in Standard- und Luxusausführung. Bei den Gehäuseüberzügen aus echtem Leder stand man in der Tradition der Offenbacher Lederwaren. Die Modelle waren gerade bei den Damen beliebt.
Mit dem „Offenbach 53“ kam 1953 das erste Akkord-Kofferradio mit UKW auf den Markt.

### Eröffnung der Produktion in Herxheim
Im Jahr 1955 eröffneten sie Deutschlands erste Spezialfabrik für Kofferradios in Herxheim bei Landau/Pfalz im ehemaligen Tanzsaal des „Goldenen Adler“ in der Oberen Hauptstraße 47. Im Jahr 1957 wurde der Firmensitz von Offenbach nach Herxheim verlegt.

### Rechentechnik
Kurzzeitig betätigte sich Akkord auch im wachsenden Feld der elektronischen Rechentechnik:
Mit der Akkord Supertronic brachte das Unternehmen im Jahr 1963 die erste elektronische Fakturiermaschine in Deutschland auf den Markt.
1966 erschien noch der druckende elektronische Tischrechenautomat TRA 20.

### Wachstum
Mit solider Technik, modernem Design und pfiffiger Werbung wurden Akkordradios in über 70 Länder verkauft. Akkord trieb mit der Fertigung von Transistorkofferradios die wirtschaftliche Entwicklung der Südpfalz voran. Das Unternehmen bot in den Standorten Landau, Herxheim, Edenkoben, Bad Bergzabern, Klingenmünster und Ramberg 1500 Frauen und Männern in den 1960er Jahren einen Arbeitsplatz. Zu der Zeit hatte Akkord besonderen Erfolg mit seinen Kofferradio-Halterungen für den Betrieb im PKW, da Autoradios noch verhältnismäßig teuer waren. Bekannt dafür war die Akkord-Motorette.
Ein Akkord-Radio war auch auf der Titelseite der Bravo zu sehen. Mit den Namen wie „Kessy“, „Jerry“ und „Filou“ wandte sich Akkord auch speziell an junge Kunden.

### Verkauf an Bosch, Akkord Elektronik
Karl Jäger verkaufte 1964 seine Geschäftsanteile an die Robert Bosch GmbH. Dem folgte 1969 Hans Jäger, womit Bosch Alleininhaber wurde und die unabhängige Geschichte der Firma endete. Bis ca. 1971 verwendete Bosch noch die Marke unter „Akkord Elektronik“. Bosch stellte die Fertigung der Fakturiermaschine ein und schloss einige Akkord-Standorte.
Im ehemaligen Werk Landau baute die Hildesheimer Bosch-Tochterfirma Blaupunkt Heim(stereo)empfänger. Das Fellbacher Unternehmen Wega übernahm mit der Tochtergesellschaft „Wega-HiFi-GmbH“ das Akkord-Werk Herxheim und produzierte dort bis etwa 1979 HiFi-Geräte.
Im Museum Herxheim sind in der Ausstellung über 60 Akkord-Modelle von 1948 bis 1969 präsentiert, welche die Produktivität und den Erfolg des Unternehmens zeigen.